# زاوية سادات
زاوية سادات هي قرية في مقاطعة خلخال، إيران. يقدر عدد سكانها بـ 246 نسمة بحسب إحصاء 2016.